# Futterküche

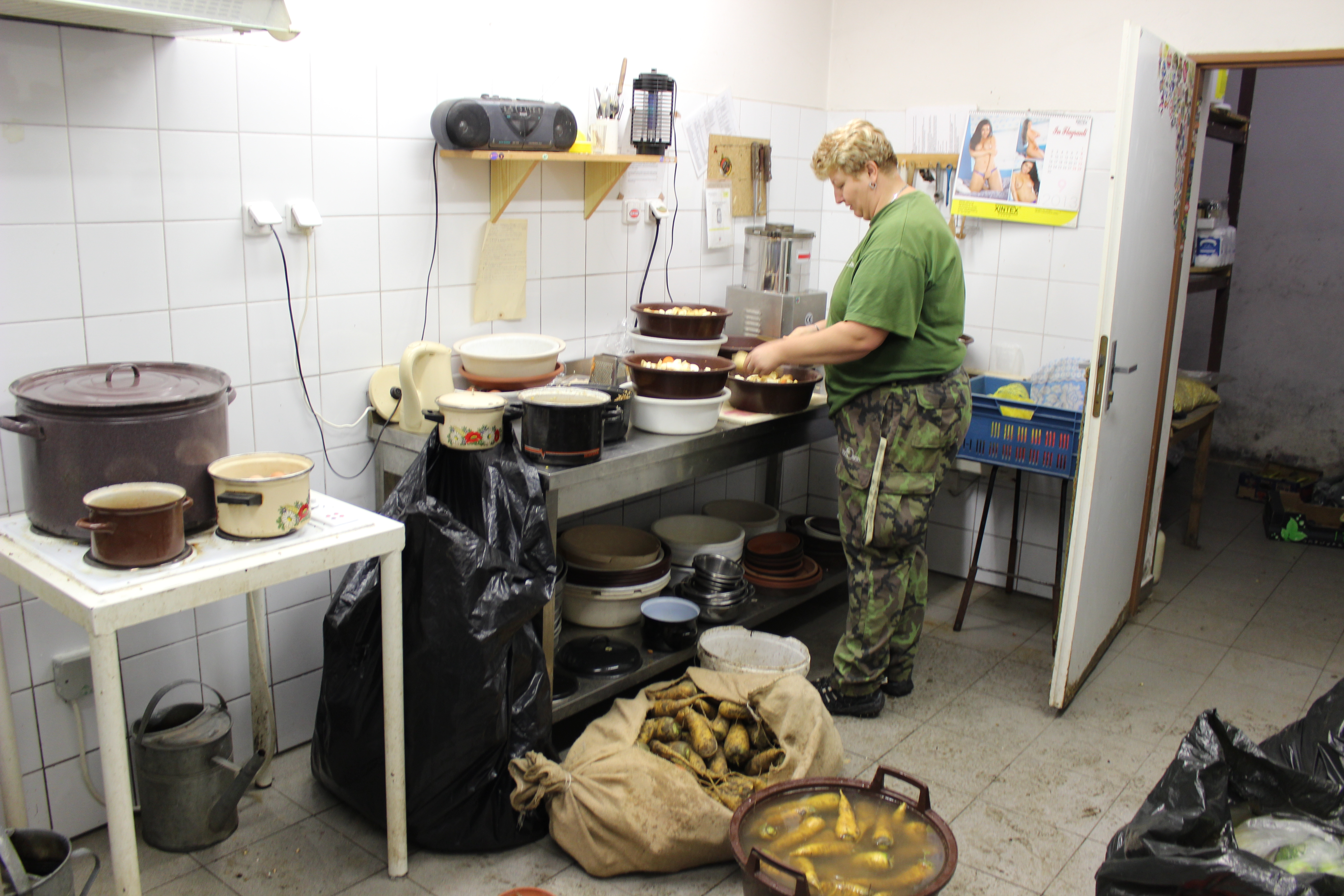
Futterküche im Zoo Děčín (Tschechien)

Eine Futterküche ist eine Einrichtung zur Zubereitung von Tiernahrung (Futtermittel) für  Zootiere und früher auch Nutztiere. Einige Futtermittel werden gekocht, gemischt oder mit zusätzlichen Vitaminen und Mineralstoffen zubereitet. Dabei ist dem Umstand Sorge zu tragen, dass die Nahrungsansprüche der Tiere zum Beispiel abhängig von den Jahreszeiten sein können. Zu den besonderen Ansprüchen einer Futterküche zählt die Hygiene.
Früher war eine Futterküche auch Bestandteil von größeren landwirtschaftlichen Betrieben. In der Schweinemast wurde ein Waschkessel benutzt, um dort Futterkartoffeln zu garen, bevor dies ab den 1950er Jahren durch mobile Kartoffeldämpfer direkt nach der Ernte durchgeführt wurde, um die gedämpften Kartoffeln danach zu silieren. In den meisten Industrieländern werden Schweine heute mit automatischen computergesteuerten Fütterungen versorgt. Den Raum, in dem das Futter zubereitet wird, nennt man dabei Futterzentrale.